# El Paso (Texas)
El Paso város az Amerikai Egyesült Államokban, Texas állam legnyugatibb pontján, a Rio Grande partján, az azonos nevű megye székhelye, és egyben az egyik legfontosabb határátkelőhely Mexikóba.
A város lakossága 660 000 fő, az agglomerációé 800 000 fő volt 2010-ben. A lakosság jelentős része indián származású.
Már 1662-ben volt itt spanyol misszió, és a város azóta is megőrizte spanyol-mexikói légkörét. Az utcanevek, üzleti feliratok is kétnyelvűek. A mexikói határ a város déli szélén húzódik, a Rio Grande folyó túlsó, déli oldalán már Ciudad Juárez mexikói nagyváros található. El Paso mexikói testvérvárosával, Ciudad Juárez-szel mintegy 2,3 millió fős agglomerációt alkot.
A város a nyugat–keleti 10-es autópálya vonalán fekszik (Los Angeles–Houston–Jacksonville), s egyben a teherforgalomban fontos vasúti csomópont. A mexikói Ciudad Juárezt közúton és vasúton is el lehet érni.
El Pasóban nagy olajfinomítók működnek és jelentős a fémipara.
A két ország közötti viszonyt rontotta az amerikai részről a határon megépített kerítés és fal, amit az illegális határátlépők megakadályozására húztak fel.

## Éghajlat
| Hónap                         | Jan. | Feb. | Már. | Ápr. | Máj. | Jún. | Júl. | Aug. | Szep. | Okt. | Nov. | Dec. | Év   |
| ----------------------------- | ---- | ---- | ---- | ---- | ---- | ---- | ---- | ---- | ----- | ---- | ---- | ---- | ---- |
| Átlagos max. hőmérséklet (°C) | 13,0 | 17,0 | 21,0 | 26,0 | 31,0 | 36,0 | 36,0 | 34,0 | 31,0  | 26,0 | 19,0 | 14,0 | 25,4 |
| Átlagos min. hőmérséklet (°C) | −1,4 | 1,0  | 5,0  | 9,0  | 14,0 | 18,0 | 20,0 | 19,0 | 16,0  | 10,0 | 3,6  | −0,7 | 9,5  |
| Átl. csapadékmennyiség (mm)   | 10   | 10   | 10   | 5    | 10   | 17   | 40   | 40   | 43    | 20   | 10   | 15   | 230  |
| Forrás:                       |      |      |      |      |      |      |      |      |       |      |      |      |      |

## Galéria

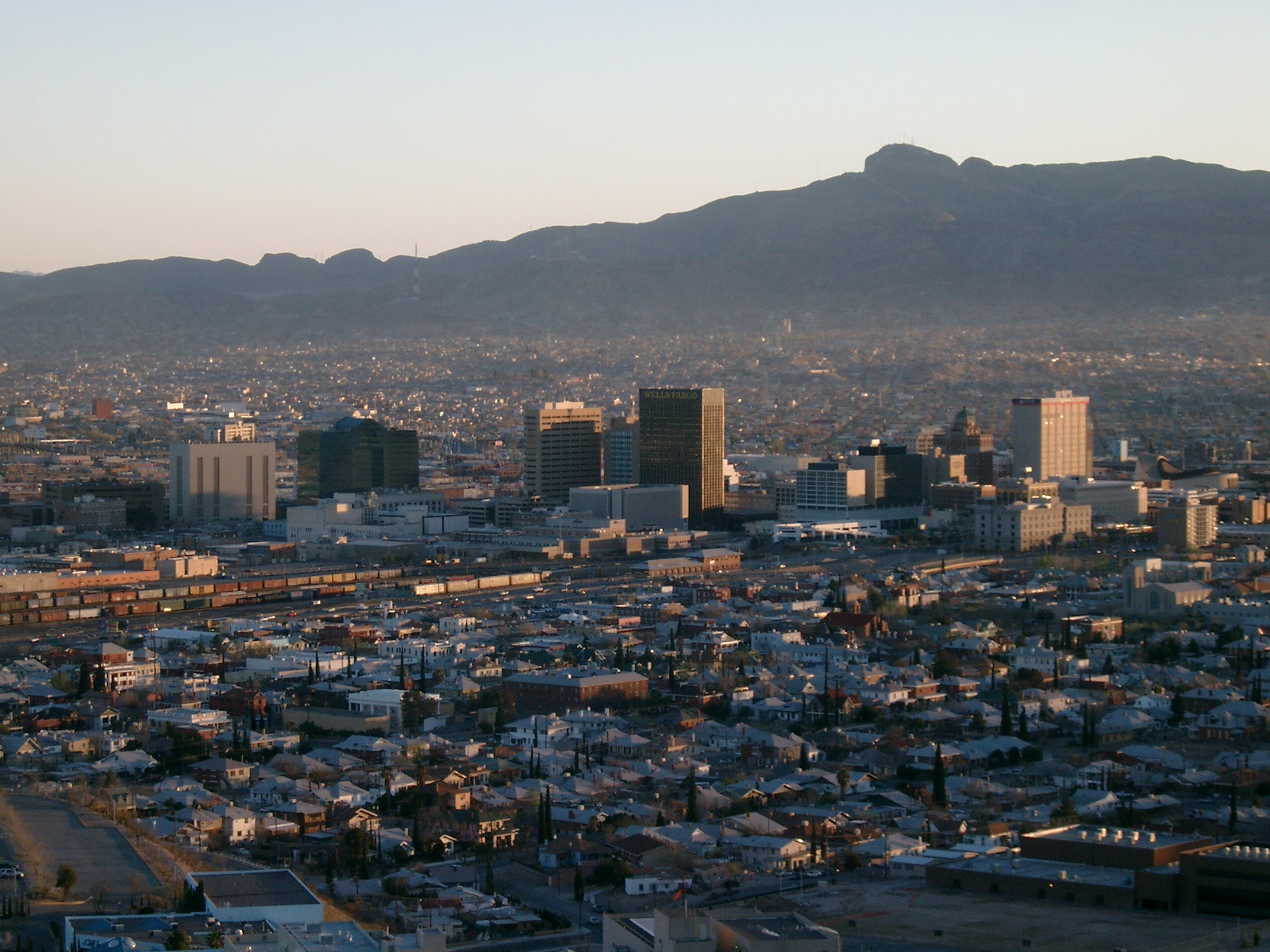
El Paso városközpontja, háttérben a mexikói Juárez
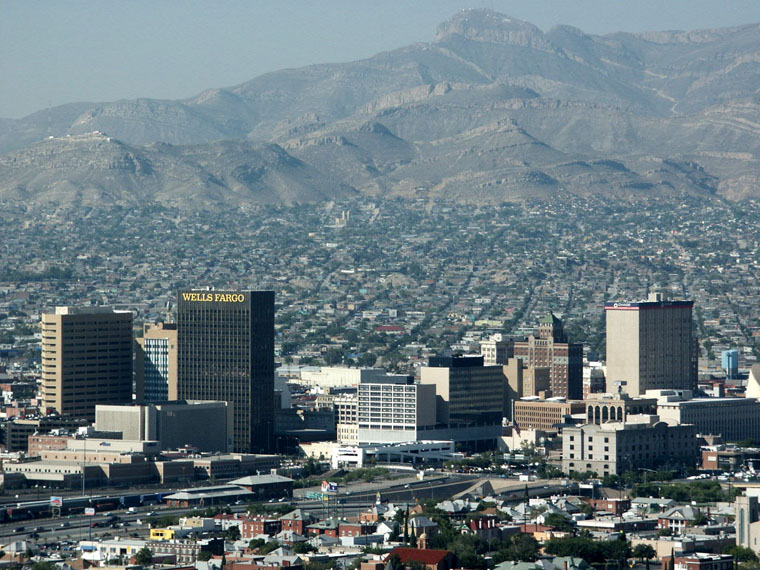
A városközpont
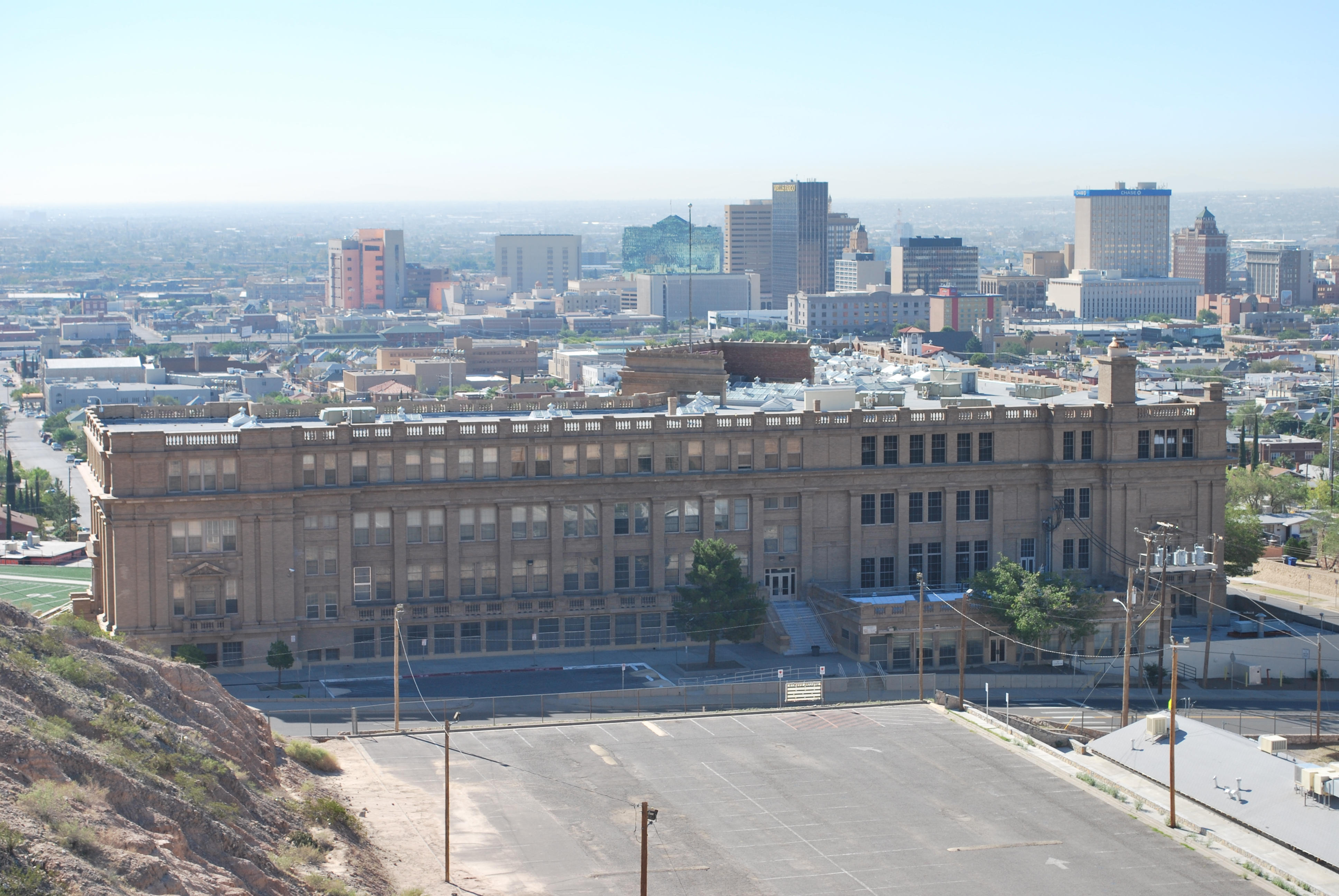
Városkép